# NGC 658
NGC 658 è una galassia a spirale situata nella costellazione dei Pesci, a una distanza di circa 130 milioni di anni luce dalla nostra Via Lattea.

## Scoperta
NGC 658 è stata scoperta il 27 novembre 1880 dall'astronomo francese Édouard Stephan.

## Descrizione
NGC 658 ha una classe di luminosità II presenta una larga riga a 21 cm dell'idrogeno neutro.
Data la sua luminosità superficiale pari a 14,2, NGC 658 può essere classificata come una galassia a bassa luminosità superficiale (nella letteratura in lingua inglese abbreviata in LSB, acronimo di Low Surface Brightness). Le galassie LSB sono galassie di tipo diffuso (D) con una luminosità superficiale inferiore di almeno una magnitudine a quella del cielo notturno circostante.